# Swiss Open 1964
Die Swiss Open 1964 im Badminton fanden in Lausanne statt. Es war die achte Austragung der internationalen Titelkämpfe im Badminton in der Schweiz.

## Finalresultate
| Disziplin    | Sieger                            | Finalist                                 | Ergebnis          |
| ------------ | --------------------------------- | ---------------------------------------- | ----------------- |
| Herreneinzel | Tage Nielsen                      | Jack Stuart                              | 15–4, 5–15, 18–17 |
| Dameneinzel  | June Vander Willigen              | Bep Verstoep                             | 11–5, 11–4        |
| Herrendoppel | Tage Nielsen Heinz Honegger       | Edgar Schneider Jürg Honegger            | 15–5, 15–4        |
| Damendoppel  | Bep Verstoep June Vander Willigen | Pernille Mølgaard Hansen Dora Hörnlimann | 15–5, 15–4        |
| Mixed        | Jack Stuart Bep Verstoep          | Anton Verstoep June Vander Willigen      | 15–7, 15–12       |